# Ludwig Schlaich
Ludwig Schlaich (* 5. Juni 1899 in Jaffa, Palästina; † 7. August 1977 in Waiblingen) war ein evangelischer Pfarrer.

## Leben
Ludwig Schlaich kam zur Welt als Sohn Julie Schlaichs (geb. Gößler; 1874–1957) und Albert Eugen Schlaichs (1870–1954), von 1897 bis 1906 Pastor an der Immanuelkirche (Jaffa). In den folgenden Jahren lebten Schlaichs in Ötisheim und Heilbronn, wo Ludwig Schlaich Abitur machte. Dann studierte er in Tübingen an der Eberhard Karls Universität, wo er Mitglied der Verbindung Normannia wurde. 
Von 1930 bis 1965 leitete er die Diakonie Stetten, damals noch Heil- und Pflegeanstalt Stetten.
1933 übernahm er die Ausbildung des Pflegepersonals der Anstalt. Trotz seiner umstrittenen Rolle zur Zeit des Nationalsozialismus galt er als Verfechter der „Würde der Gotteskindschaft“ auch für Schwerstbehinderte. Besonders wichtig war ihm die Qualifikation seiner Mitarbeiter. Er entwickelte das Berufsbild des Heilerziehungspflegers und eröffnete 1958 die erste Fachschule für Heilerziehungspflege in Deutschland.
1983 wurde die D. Ludwig Schlaich Stiftung mit dem Ziel gegründet, die Lebensqualität von Menschen mit Behinderungen zu fördern und zu verbessern. Seither werden Förderprogramme und Projekte unterstützt sowie Stipendien vergeben. Jährlich wird der D. Ludwig Schlaich Preis für hervorragende Facharbeiten verliehen.
Ludwig Schlaich und Elisabeth Schlaich, geborene Weiss, sind die Eltern von Jörg Schlaich und des Rechtswissenschaftlers Klaus Schlaich.

## Ehrungen
- 1955: Wichern-Plakette des Diakonischen Werks der EKD
- 1967: Ehrendoktorwürde der Evangelisch-Theologischen Fakultät der Universität Tübingen
- 1967: Bundesverdienstkreuz 1. Klasse